# Hemshyttan
Hemshyttan är ett naturreservat i Smedjebackens kommun i Dalarnas län.
Området är naturskyddat sedan 2000 och är 30 hektar stort. Reservatet består av naturskog med mest björk och asp.